# Eric Owen Moss
Eric Owen Moss (* 25. Juli 1943 in Los Angeles, Kalifornien) ist ein US-amerikanischer Architekt. Er lebt und arbeitet in Culver City, Kalifornien.

## Biografie
Moss graduierte 1965 mit dem Bachelor-of-Arts-Titel an der University of California in Los Angeles. Im Anschluss absolvierte er bis 1968 ein weiterführendes Studium zum Master of Architecture am College für Industriedesign der University of California in Berkeley und dann bis 1972 zum Master of Architecture der Harvard Graduate School of Design.
Moss, der in Culver City sein eigenes Architekturbüro EOM Architects leitet, entwarf seit 1973 zahlreiche Bauwerke in den Vereinigten Staaten und in anderen Ländern. Seine Arbeiten wurden mehrfach international ausgestellt und seine Bücher und Monografien in vielen Ländern veröffentlicht.
Er unterrichtet Design am Southern California Institute of Architecture in Los Angeles und leitet dieses als Direktor.
Ebenso unterrichtet er als Professor an der Columbia- und der Rice University, der Harvard Graduate School of Design, an der University of California in Los Angeles und auch an anderen Universitäten weltweit, zum Beispiel in Kopenhagen und Wien.
Moss, der auch Fellow des American Institute of Architects (AIA) ist, erhielt rund 80 bedeutende Design-Preise und Auszeichnungen. 2016 erhielt er das Österreichische Ehrenzeichen für Wissenschaft und Kunst.

## Bauwerke (Auswahl)
Quelle:
- Campus-Zentralbürogebäude der University of California, Irvine (1986–1989)
- Paramount Laundry-Gebäude, Culver City (1987–1989)
- Lindblade Tower, Culver City (1987–1989)
- Gary Group-Bürogebäude, Culver City (1990)
- „The Box“, Culver City (1990–1994)
- „Lawson-Weston“-Haus, Brentwood (1993)
- Gasometer D-1, Wien (1998)
- „The Umbrella“, Culver City (2000)
- Stealth, Culver City (2000)
- Simitaur, Informationsturm in Culver City (2010)